# Renfield
Renfield ist eine US-amerikanische Horrorkomödie von Regisseur Chris McKay, die lose auf dem Roman Dracula des irischen Schriftstellers Bram Stoker basiert und als Fortsetzung der gleichnamigen Verfilmung aus dem Jahr 1931 konzipiert ist. In den Hauptrollen sind Nicolas Cage als Graf Dracula, Nicholas Hoult als dessen Diener Renfield und Awkwafina als eine Verkehrspolizistin zu sehen. Der Film kam am 14. April in die US-amerikanischen und am 25. Mai 2023 in die deutschen Kinos.

## Handlung
Seit Jahrzehnten dient der ehemalige Anwalt Robert Montague Renfield Graf Dracula und ist als dessen Handlanger unter anderem für die regelmäßige Nahrungsbeschaffung des legendären transsilvanischen Vampirs verantwortlich. Auch da Renfield im Gegenzug einen kleinen Teil von Draculas Macht erhielt, wofür er lediglich Insekten verspeisen muss, entwickelte sich über die Zeit eine toxische Beziehung zwischen beiden. Renfield ist von Schuldgefühlen geplagt, damals seine Familie verlassen zu haben, um an Draculas Macht teilzuhaben, und nun unschuldige Menschen auszuliefern. Dracula lässt keinen Widerspruch zu. Um seine Co-Abhängigkeit zu bekämpfen, besucht Renfield in Draculas aktuellem Aufenthaltsort New Orleans regelmäßig die Treffen einer Selbsthilfegruppe, wo auch andere Personen von ihren schwierigen Verhältnissen zu Partnern oder Vorgesetzten berichten.
Um seine Kräfte für etwas Gutes einzusetzen, entschließt sich Renfield dazu, die toxischen Partner der Teilnehmer seiner Selbsthilfegruppe als Draculas Nahrung umzubringen. Dabei kreuzen sich seine Wege mit denen des Verbrechers Teddy Lobo, dessen Familie unter der Führung seiner Mutter Bella-Francesca die führende Verbrecherorganisation der Stadt ist. Durch die Korrumpierung eines Großteils der Polizei kann die Lobo-Familie in ganz New Orleans frei operieren; einzig die Verkehrspolizistin Rebecca Quincy stellt sich den Machenschaften von Teddy und seiner Bande regelmäßig in den Weg.
Um Quincy aus dem Weg zu räumen und der Familie neuen Respekt zu verschaffen, erhält Teddy von seiner Mutter den Befehl zur Tötung der Polizistin. Als der Verbrecher Rebecca in einem Restaurant umbringen möchte, greift der ebenfalls anwesende Renfield ein, schaltet einen Großteil von Teddys Gefolgsleuten aus und rettet Rebecca so das Leben. Die Lobo-Familie stellt daraufhin Recherchen über Renfield an und kommt so auf die Spur von Dracula, der von Teddy über Renfields Umtriebigkeit in der Stadt unterrichtet wird.
Empört darüber, dass Renfield seinen eigenen Weg gehen und sich nicht länger von ihm unterdrücken lassen möchte, bringt Dracula vor Renfields Augen die Mitglieder der Selbsthilfegruppe um. Die eintreffende Rebecca hält zunächst Renfield für den Tatverdächtigen und verhaftet ihn, wird aber nur wenig später von Bella-Francesca sowie der Polizei abgefangen und zur Auslieferung aufgefordert. Die Verkehrspolizistin entscheidet sich, Renfield nicht der Verbrecherfamilie zu übergeben, sondern ergreift mit ihm die Flucht. Renfield unterrichtet seine neue Verbündete über seine Geschichte und freundet sich mit ihr an.
Währenddessen hat Dracula den Plan gefasst, die Weltherrschaft an sich zu reißen, verbündet sich mit der Lobo-Familie und stattet auch deren Mitglieder mit kleinen Teilen seiner Macht aus, um gemeinsam Jagd auf Renfield zu machen. Die Verbrecherorganisation entführt Rebeccas Schwester Kate und zwingt die Verkehrspolizistin und Renfield so zu einer Konfrontation. Renfield bringt sämtliche Verbrecher um und stellt sich schließlich Dracula. Dieser wollte Rebecca zuvor davon überzeugen, sich ihm anzuschließen, da sie nur so ihre Schwester retten könne. Rebecca bleibt jedoch standhaft und wehrt sich gemeinsam mit Renfield gegen Dracula. Es kommt zu einem finalen Kampf, in dem die Verkehrspolizistin den Vampir in einen Bannzirkel einschließt, der es Renfield und ihr erlaubt, Dracula ohne dessen Gegenwehr zu vernichten.
Bella-Francesca wird von der Polizei verhaftet. Rebecca kann ihre Schwester retten und Renfield die Mitglieder der Selbsthilfegruppe mithilfe von Draculas Blut wieder zum Leben erwecken.

## Produktion

### Entstehung, Stab und Besetzung

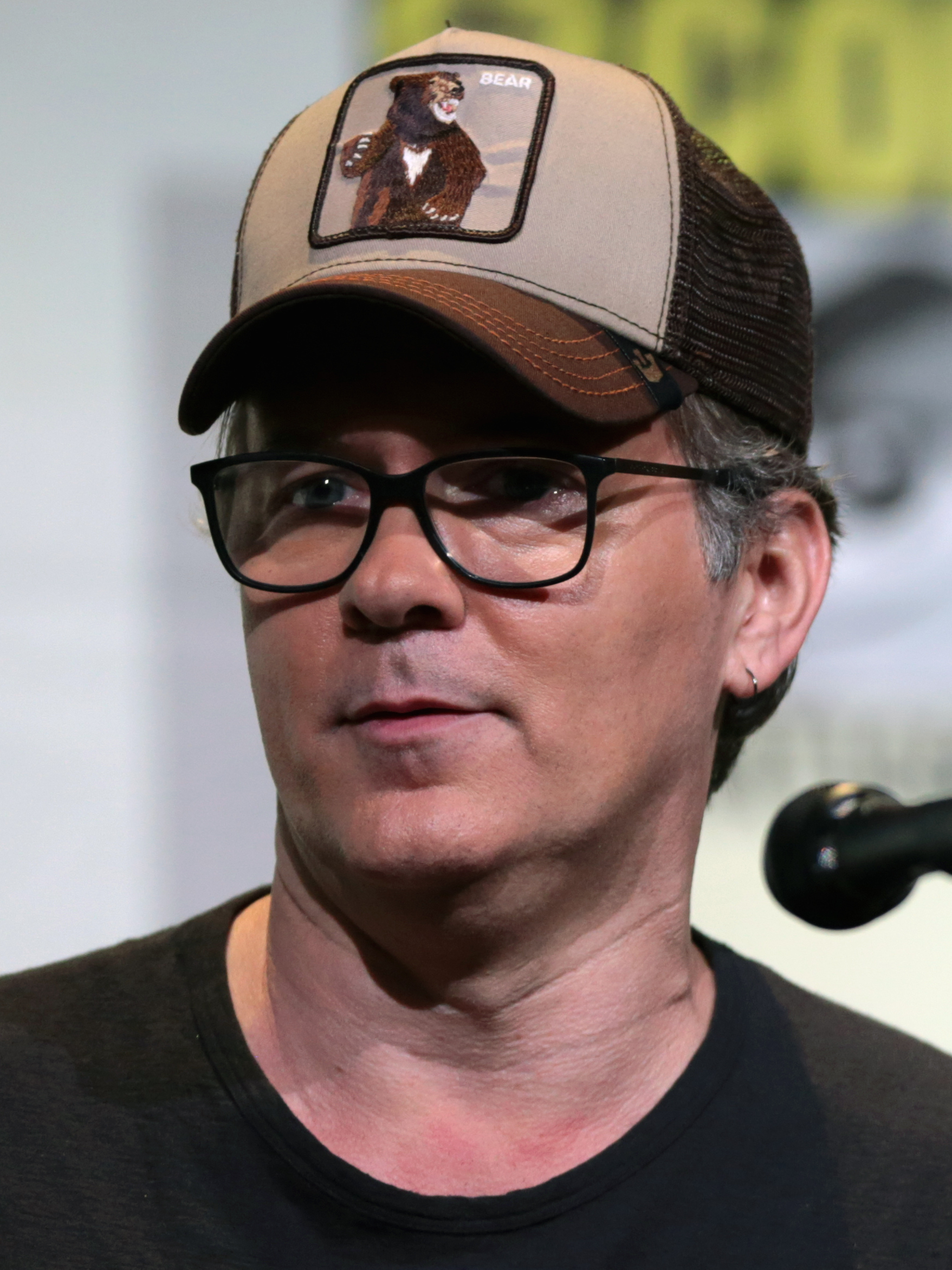
Regisseur Chris McKay

Als Universal im Jahr 2014 Neuverfilmungen seiner Horrorklassiker aus der ersten Hälfte des 20. Jahrhunderts anstrebte, wurde auch ein Film über Dracula als eines der möglichen Projekte gehandelt. Nach dem Misserfolg des ersten Spielfilms Die Mumie (2017) wurde der Fokus des Filmstudios allerdings nicht mehr auf ein gemeinsames Filmuniversum, sondern vielmehr auf voneinander unabhängige Geschichten gelegt. Im November 2019 wurde schließlich ein Film über Graf Draculas Handlanger Renfield angekündigt, der erstmals in Bram Stokers Roman Dracula eingeführt wurde. Dexter Fletcher sollte die Horrorkomödie im Stile von 5 Zimmer Küche Sarg ursprünglich nach einem Drehbuch von Ryan Ridley inszenieren. Die in die Gegenwart verlagerte Prämisse basiert auf einer Idee von Robert Kirkman, der Renfield als „extrem brutale Komödie“ beschrieb. Inhaltlich schließt der Film direkt an den 1931 veröffentlichten Horrorklassiker Dracula an. Als Produzenten fungierten Kirkman, Sean Furst, Bryan Furst und David Alpert für Skybound Entertainment.
Im April 2021 wurde Chris McKay als neuer Regisseur vorgestellt, nachdem Fletcher das Filmprojekt zugunsten eines Reboots von The Saint – Der Mann ohne Namen verlassen hatte. Die Hauptrolle des Handlangers Renfield wurde im August 2021 mit Nicholas Hoult besetzt, während Awkwafina die Verkehrspolizistin Rebecca Quincy verkörpert. Ende des Jahres wurde Nicolas Cage als Graf Dracula verpflichtet, womit der Schauspieler erstmals seit über einer Dekade wieder an einer großen Hollywood-Produktion mitwirkte. Cage sah sich in Vorbereitung auf die Rolle ältere Dracula-Verfilmungen an und nannte Malignant als eine Inspirationsquelle für seine eigene Darstellung. Weitere Einflüsse waren Christopher Lees Verkörperung der Figur und Max Schrecks Graf Orlok aus Nosferatu. In weiteren Nebenrollen sind Ben Schwartz als Gangster Teddy Lobo, Adrian Martinez als Verkehrspolizist Chris Marcos, Shohreh Aghdashloo, Bess Rous, James Moses Black, Caroline Williams und Brandon Scott Jones zu sehen.

### Dreharbeiten, Ausstattung und Filmmusik
Die Dreharbeiten mit Kameramann Mitchell Amundsen erfolgten vom 3. Februar bis zum 14. April 2022 in New Orleans. Im Zuge der Filmaufnahmen wurden mehrere Fahrzeuge der Darsteller und Crewmitglieder Opfer von Vandalismus und Einbrüchen. Da Themen wie Interdependenz und toxische Beziehungen zentrale Motive der Handlung darstellten, beschäftigen sich Drehbuchautor Ryan Ridley und Regisseur Chris McKay in Vorbereitung auf die Filmaufnahmen intensiv mit zugehörigen Selbsthilfegruppen, um Betroffene realistisch darzustellen und sie nicht ins Lächerliche zu ziehen. Im Zuge dessen entschied sich McKay bei besagten Szenen auch für überwiegend längere Einstellungen, um seinen Darstellern Raum für eine emotionale Darstellung des Themas zu bieten.

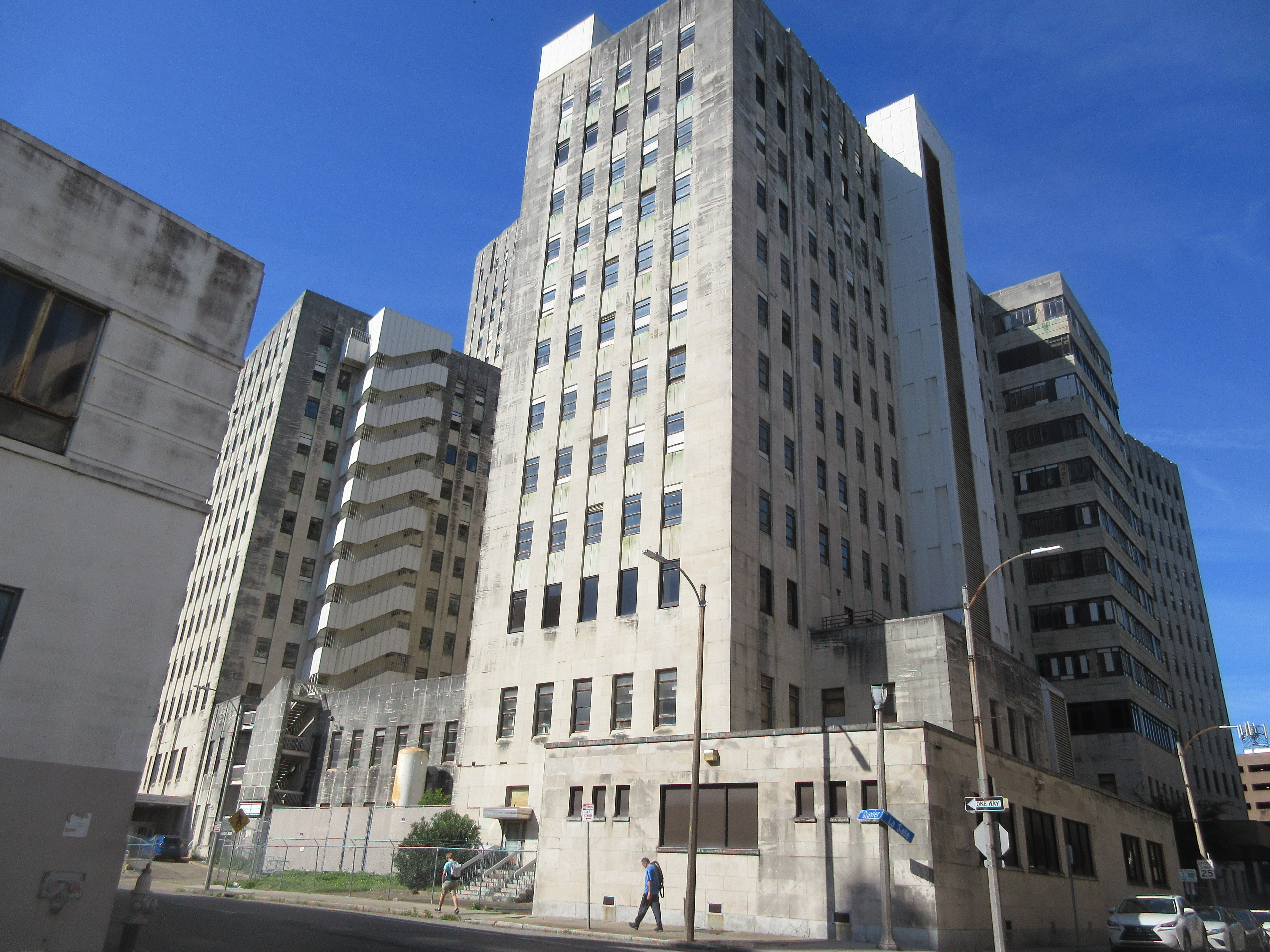
Das verlassene Charity Hospital in New Orleans diente als Kulisse und Schauplatz für Draculas Versteck.

Als Kulisse für Draculas Versteck diente das Charity Hospital in der Innenstadt von New Orleans, welches im Jahr 2005 vom Hurrikan Katrina verwüstet wurde und seitdem verlassen ist. Für die Inneneinrichtung zeichnete Szenenbildner Alec Hammond verantwortlich, der Einrichtungsstücke aus älteren Dracula-Filmen übernahm, die Ausstattung insgesamt aber in die Gegenwart übertrug. Auch Kostümdesignerin Lisa Lovaas orientierte sich an Dracula-Kostümen aus älteren Verfilmungen, die in Renfield sowohl zeitlos als auch modern wirken sollten, nutzte aber auch Einflüsse von David Bowie. Die Kostüme von Renfield sollten sich hingegen der Entwicklung und zunehmenden Freiheit der titelgebenden Hauptfigur anpassen, weshalb sich die zunächst schwarz-weißen Anzüge im Verlaufe der Handlung zu farbenfroher Alltagskleidung wandeln. Pro Drehtag verbrachte Darsteller Nicolas Cage im Vorfeld bis zu drei Stunden in der Maske, wo er neben Gesichtsprothesen auch mit einem künstlichen Gebiss aus dem 3D-Drucker ausgestattet wurde.
Für die in schwarz-weiß gehaltene Eröffnungsszene wurde auf Originalaufnahmen aus Dracula (1931) zurückgegriffen, in die Nicolas Cage und Nicholas Hoult anstelle von Bela Lugosi und Dwight Frye digital eingefügt wurden. Cage und Hoult drehten vor Greenscreen und in Farbe, um die unterschiedliche Kolorierung später in schwarz-weiß besser nuancieren zu können. Für die Realisierung dieser Aufnahmen griff Regisseur McKay auf die Kamerapositionen, Beleuchtungen und Kameralinsen des Originalfilms zurück, die aufgrund von fehlenden Datenaufzeichnungen zum Teil nachkonstruiert und abgeschätzt werden mussten. Da Universal von dieser Idee für die Eröffnungsszene nicht sonderlich begeistert war und nur wenig Zeit im Drehplan zur Verfügung stellte, wurde der Prolog größtenteils über die Dreharbeiten verteilt gefilmt. Auch McKays ursprünglicher Plan, Szenen aus mehreren Dracula-Filmen mit den Schauspielern nachzustellen, wurde aus finanziellen und rechtlichen Gründen verworfen. Stattdessen wurden wenige Szenen auch aus anderen Universal-Horrorfilmen wie Frankenstein (1931) genutzt.
Die Filmmusik komponierte der zweifach für den Oscar nominierte Marco Beltrami.

### Marketing und Veröffentlichung
Ein erster Trailer zum Film wurde am 5. Januar 2023 veröffentlicht; ein zweiter folgte am 22. März 2023. Die Weltpremiere fand am 28. März 2023 in New York City statt. Zwei Tage später wurde der Film auch auf dem Overlook Film Festival in New Orleans aufgeführt. Der US-amerikanische Kinostart erfolgte am 14. April 2023. Nach schwachen Zuschauerzahlen erhielt Renfield in den Vereinigten Staaten bereits am 2. Mai 2023 eine digitale Heimkinoveröffentlichung. In Deutschland lief die Horrorkomödie am 25. Mai 2023 in den Kinos an, ehe der Film am 10. August 2023 auch als DVD und Blu-ray erschien.
Mit 92 Jahren überbrückt der Film den bislang größten Zeitraum der Filmgeschichte, der je zwischen einem Originalfilm und einer Fortsetzung verstrichen ist.

## Synchronisation
Die deutschsprachige Synchronisation entstand nach einem Dialogbuch von Alexander Löwe und unter der Dialogregie von Solveig Duda bei FFS Film- & Fernseh-Synchron.
| Rolle                    | Darsteller               | Synchronsprecher     |
| ------------------------ | ------------------------ | -------------------- |
| Robert Montague Renfield | Nicholas Hoult           | Ozan Ünal            |
| Graf Dracula             | Nicolas Cage             | Martin Keßler        |
| Officer Rebecca Quincy   | Awkwafina                | Maria Hönig          |
| Tedward „Teddy“ Lobo     | Ben Schwartz             | Rainer Fritzsche     |
| Bella-Francesca Lobo     | Shohreh Aghdashloo       | Katja Brügger        |
| Captain J. Browning      | James Moses Black        | Samuel Zekarias      |
| Officer Chris Marcos     | Adrian Martinez          | Tobias Nath          |
| Officer Kyle Raimi       | T. C. Matherne           | Florens Schmidt      |
| Vanessa                  | Caroline Williams        | Juana von Jascheroff |
| Mark                     | Brandon Scott Jones      | Leonhard Mahlich     |
| Priester                 | William Ragsdale         | Hanns-Jörg Krumpholz |
| Bob                      | Christopher Matthew Cook | Matti Klemm          |
| Brice                    | Derek Russo              | Jan-David Rönfeldt   |
| Trevante                 | Rosha Washington         | Kaze Uzumaki         |
| Apache Joe               | Marcus Lewis             | Marko Bräutigam      |

## Rezeption

### Altersfreigabe
In den Vereinigten Staaten erhielt Renfield von der MPA aufgrund der blutigen Gewalt, etwas Gore und Drogenkonsum sowie der Sprache ein R-Rating. In Deutschland wurde der Film von der FSK mit einer Freigabe ab 16 Jahren versehen. In der Freigabebegründung heißt es, der Film spiele mit den vertrauten Elementen des Vampir- sowie Splatterfilms und überzeichne diese ins Groteske und Absurde. 16-Jährige könnten in diesem deutlich stilisierten Kontext auch die zahlreichen, mit Detailfreude inszenierten Darstellungen blutiger Gewalt verarbeiten, da sie die ironische Haltung des Films zum eigenen Genre erkennen und sich ausreichend distanzieren könnten.

### Kritiken
Renfield konnte 58 % der 301 bei Rotten Tomatoes gelisteten Kritiker überzeugen und bekam dabei eine durchschnittliche Bewertung von 5,8 von 10 Punkten. Als zusammenfassendes Fazit zieht die Seite, der Film nutze weder das Potenzial seiner engagierten Schauspieler noch der mörderischen Prämisse vollends aus und hinterlasse als verrückter Horrorkomödien-Verschnitt nur mit Mühen einen bleibenden Eindruck. Bei Metacritic erhielt Renfield basierend auf 49 Kritiken einen Metascore von 53 von 100 möglichen Punkten.

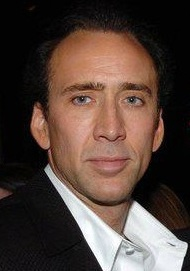
Nicolas Cage wurde für seine Darbietung als Dracula von Kritikern mehrheitlich gelobt.

Ein positives Fazit zieht Manohla Dargis in ihrer Filmkritik für die New York Times und urteilt, Renfield sei eine absurde Komödie, die verstehe, dass das Publikum manchmal nur 90 Minuten lang unterhalten werden wolle. Der Film sei temporeich, unverblümt sowie auf dem Punkt und funktioniere deshalb, weil er trotz der vielen Komik die Aufrichtigkeit der Heldenreise von Renfield ernst nehme. Hauptdarsteller Nicholas Hoult liefere dabei eine emotionale Darbietung ab und verleihe seiner Figur Zärtlichkeit und Tiefe, ganz im Gegensatz zur bedrohlichen Darstellung im Originalfilm Dracula. Der Scene Stealer sei jedoch zweifellos Nicolas Cage als Graf Dracula, der es trotz nur begrenzter Screentime schaffe, seiner traditionsreichen Figur neue Facetten zu verleihen. Die dritte Hauptdarstellerin Awkwafina verkörpere hingegen nur eine unausgegorene Interpretation des typischen Klischees der starken Actionheldin, auch wenn sie ihre Rolle durchaus amüsant skizziere. Renfield bediene darüber hinaus weitere Klischees des Actionfilms, versehe diese aber mit einer beharrlich leichten und manchmal überraschend warmen Note.
Auch Ellen E. Jones vom Guardian steht Renfield überwiegend wohlwollend gegenüber und bezeichnet den Film als blutigen Comedy-Horror-Spaß, der das Thema „toxische Beziehungen“ auf komödiantische Weise neu erfinde. Renfield bediene sich dabei bei den besten Hollywood-Monsterfilmen der vergangenen Jahrzehnte, punkte mit solidem Make-up und einer charismatischen Dracula-Darstellung durch Nicolas Cage, liege aber teilweise tonal und moralisch etwas daneben. So werde die in der heutigen Zeit höchstproblematische Waffengewalt abermals eher unbekümmert dargestellt, während die romantischen Anteile der Handlung zwischen Nicholas Hoult und Awkwafina vollends zu kurz kommen würden.
Zwiegespalten zeigt sich hingegen Arabella Wintermayr von der taz, für die Renfield dank eines launigen Soundtracks und der dynamischen Inszenierung zwar durchaus unterhalten könne, allerdings keinen Biss habe und letztendlich kaum Spuren hinterlasse. Der Film schöpfe dabei weder das Potential seiner außergewöhnlichen Prämisse, bei der die Bindungstheorie mit einem Augenzwinkern aufgegriffen werde, noch der überzeugenden Besetzung, bei der vor allem die scherzhaft-spöttische Darbietung von Nicolas Cage mit einer Mischung aus Affektiertheit und Eleganz hervorzuheben sei, vollends aus. Stattdessen verliere sich Renfield in einer stumpfen Krimihandlung, bei der die Beziehung zwischen der Titelfigur und Dracula zusehends in den Hintergrund gerate und durch eine „Aneinanderreihung überaus blutiger, absurd gewalttätiger Kampfszenen verdrängt“ werde.
Auch Frank Scheck bemängelt in seiner Filmkritik für den Hollywood Reporter, dass Renfield vielversprechende Aspekte herunterspiele und stattdessen zu einem blutigen Durcheinander verkomme. Die Horrorkomödie beginne zwar vielversprechend, werde dann aber aus unerklärlichen Gründen zu einem generischen und nur wenig fesselnden Krimidrama. Der sporadisch auftretende und für die Rolle des Dracula geborene Nicolas Cage bereichere zwar jede Szene und bringe Dramatik, Spannung und Komik in den Film, doch die besten Bemühungen der Darsteller würden durch müde Handlungsmechanismen zunichtegemacht werden. So verliere sich Renfield in endlos vielen durchchoreografierten Gewaltszenen, deren Wirkung aufgrund des blutigen Overkills allerdings zunehmend nachlasse, anstatt sich auf das wirklich Interessante zu fokussieren: die dysfunktionale Beziehung zwischen Renfield und Dracula.

### Einspielergebnis
Trotz eines Budgets von rund 65 Millionen US-Dollar konnte Renfield am Startwochenende in den Vereinigten Staaten nur acht Millionen US-Dollar einspielen und damit den vierten Platz der US-amerikanischen Kino-Charts belegen. Auch in Deutschland verzeichnete der Film zum Kinostart nur rund 37.000 Besucher. Die weltweiten Einnahmen aus Kinovorführungen belaufen sich auf 26,5 Millionen US-Dollar, von denen der Film allein 17,3 Millionen im nordamerikanischen Raum erwirtschaften konnte.

### Auszeichnungen
Costume Designers Guild Awards 2024
- Nominierung für die Besten zeitgenössischen Kostüme (Lisa Lovaas)[50]

Saturn-Award-Verleihung 2024
- Nominierung als Bester Horrorfilm
- Auszeichnung als Bester Nebendarsteller (Nicolas Cage)
- Nominierung für die Beste Filmmusik (Marco Beltrami)
- Nominierung für das Beste Make-up (Christien Tinsley)
- Nominierung für das Beste Szenenbild (Alec Hammond)